# Kreba-Neudorf
Kreba-Neudorf är en kommun och ort i Landkreis Görlitz i förbundslandet Sachsen i Tyskland. Kommunen har cirka 900 invånare.
Kommunen ingår i förvaltningsområdet Rietschen tillsammans med kommunen Rietschen.